# James D. McGinnis
James D. McGinnis (* 11. Januar 1932 in Chicago, Illinois; † 24. Februar 2009 in Dover, Delaware) war ein US-amerikanischer Politiker. Zwischen 1977 und 1981 war er Vizegouverneur des Bundesstaates Delaware.

## Werdegang
Nach dem Tod seines Vaters im Jahr 1945 zog James McGinnis mit seiner Mutter nach Baltimore in Maryland. 1951 heiratete er dort Mary Jane Richards. Drei Jahre später zog das Paar nach Dover in Delaware. Er wurde ein erfolgreicher Geschäftsmann. Zunächst arbeitete er auf dem Industriesektor und danach in der Immobilienbranche. Gleichzeitig schlug er als Mitglied der Demokratischen Partei eine politische Laufbahn ein. Zwischen 1962 und 1964 sowie nochmals von 1972 bis 1976 saß er als Abgeordneter im Repräsentantenhaus von Delaware. Außerdem gehörte er in den Jahren 1964 bis 1966 dem Staatssenat an.
1976 wurde McGinnis an der Seite von Pierre S. du Pont zum Vizegouverneur von Delaware gewählt. Dieses Amt bekleidete er zwischen 1977 und 1981. Dabei war er Stellvertreter des Gouverneurs und Vorsitzender des Staatssenats. 1980 verzichtete er auf eine Wiederwahl. Stattdessen trat er in den ersten Vorwahlen zur Gouverneurswahl an. Er stieg jedoch schnell zu Gunsten eines anderen, dann erfolglosen, demokratischen Kandidaten aus diesem Wahlkampf aus. Im Jahr 1997 wurde James McGinnis in die Delaware Real Estate Commission berufen. Er starb am 24. Februar 2009 in Dover.